# Bulbophyllum ulcerosum
Bulbophyllum ulcerosum là một loài phong lan thuộc chi Bulbophyllum.